# 2021년 지바현 북서부 지진
2021년 지바현 북서부 지진(일본어: 千葉県北西部地震)은 2021년 10월 7일 오후 10시 41분(일본 표준시)경 일본 지바현 지바시 인근에서 발생한 규모 Mj5.9, 최대진도 5강의 지진이다. 진원 깊이는 75 km이며, 동서 방향으로 압력축을 가진 역단층형 지진이다. 사이타마현과 도쿄23구에서 일본 기상청 진도 계급 기준 최대진도 5강 이상의 흔들림을 관측한 지진은 2011년 3월 11일 발생했던 규모 M9.1의 도호쿠 지방 태평양 해역 지진 이후 10년만이다.

## 발생 구조
이번 지진이 일어난 미나미칸토 지역은 대륙판 아래에 해양판이 2개나 가라앉아 있는 복잡한 지구조론 형태를 가지고 있다. 미나미칸토 땅 밑에서 판이 서로 어떻게 맞물려 이루고 있는지는 정확하게 밝혀지지 않았다. 지진파 관측 및 중력 이상 관측 기법 등 1990년대 이후 고감도 지진계로 미소지진 진원 분포 등을 통해 판 구조 추측은 이루어지고 있으나 하나의 판이 가라앉은 깊이만 해도 다양한 설이 존재하며 최근에도 간토 단편과 같이 지하 구조에 대해 다양한 설이 존재한다.
일본 기상청에서는 이번 지진의 발진기구 해석 결과 동서방향 압력축의 역단층형 지진으로 분석하였다. 도쿄 대학 지진연구소의 후루무라 다카시 교수는 이번 지진은 태평양판 내부 혹은 태평양판과 필리핀해판의 경계 지역에서 발생한 지진인 것 같다고 분석하였다. 일본 기상청의 8일 발표에서도 태평양판과 필리핀해판의 경계 지역에서 발생한 것으로 보이기는 하지만, 정밀 암반 조사와 지진학적 조사가 필요하다고 말했다.
2021년 발생한 지진과 규모와 발생 위치가 매우 비슷한 지진으로 2005년 지바현 북서부 지진이 있다. 2005년 7월 23일 일어난 지진으로 규모 M6.0이었으며 최대진도도 도쿄도 아다치구에서 5강을 관측하였다. 당시에도 도쿄도 곳곳에서 엘리베이터가 정지하고 부상자가 발생하는 등 간토 전역에서 광역적인 피해가 발생하였다.

## 지진동

### 진도
진도5약 이상을 관측한 지역은 다음과 같다.
| 진도 | 도도부현   | 시구정촌                                                                                        |
| ---- | ---------- | ----------------------------------------------------------------------------------------------- |
| 5강  | 도쿄도     | 아다치구                                                                                        |
| 5강  | 사이타마현 | 가와구치시 미야시로정                                                                           |
| 5약  | 사이타마현 | 사이타마시(미도리구) 가조시 고노스시 소카시 와라비시 구키시 야시오시 미사토시 삿테시 요시카와시 |
| 5약  | 도쿄도     | 오타구 마치다시                                                                                 |
| 5약  | 지바현     | 지바시(주오구) 후나바시시 마쓰도시 나가레야마시                                                 |
| 5약  | 가나가와현 | 요코하마시(스루미구 가나가와구 나카구 고호쿠구 미도리구) 가와사키시(가와사키구)                 |

### 장주기 지진동
도쿄도와 지바현 북서부에서는 장주기 진동 계급2의 장주기 지진동을 관측하였다. 아래는 계급1 이상의 장주기 지진동을 관측한 지역이다.
| 계급 | 도도부현   | 지역 구분    |
| ---- | ---------- | ------------ |
| 2    | 지바현     | 북서부       |
| 2    | 도쿄도     | 23구         |
| 1    | 이바라키현 | 남부         |
| 1    | 군마현     | 남부         |
| 1    | 사이타마현 | 북부, 남부   |
| 1    | 지바현     | 북동부, 남부 |
| 1    | 가나가와현 | 동부         |

## 피해
| 도도부현                                 | 사상자 |
| 지바현                                   | 14명   |
| 가나가와현                               | 14명   |
| 사이타마현                               | 13명   |
| 도쿄도                                   | 5명    |
| 이바라키현                               | 1명    |
| 합계                                     | 47명   |
| 2021년 10월 11일 기준 출처 : 일본 소방청 |        |

최대진도 5약을 관측한 사이타마현의 사이타마시에서는 3명, 와라비시에서는 1명, 미사토시에서 1명, 후지미노시에서 1명 등 사이타마현에서 총 13명의 부상자가 발생했다. 도쿄도에서는 닛포리·도네리 라이너가 도쿄 아다치구의 도네리코엔역과 도네리역 사이 구간에서 지진으로 긴급 정차하는 과정에서 여러 명이 넘어져 3명이 부상을 입었다. 지바현에서는 총 14명의 부상자가 보고되었다. 요코하마시에서는 최대진도 4를 관측한 쓰즈키구에서 1명이 주택 가벽에 깔려 부상을 입었다고 보고되었다. 또한 가나가와현 자마시에서도 1명이 부상을 입는 등 가나가와현에서는 총 14명의 부상자가 보고되었다.
가나가와현 가와사키시의 ENEOS 가와사키 제유소에서 에틸렌 기체가 일시적으로 누출되는 사고가 발생했다.

### 화재
사이타마현 소카시의 세자키에서는 낡은 주택에 화재가 발생해 8일 0시 37분 경 진압하였고, 화재로 1명이 이송되었다. 다만 이 화재는 지진과 관련이 없다는 것이 밝혀졌다.
도쿄도 지요다구에서 건물 화재가 발생해 소화하였으며 인명 피해는 없었다.
지바현 소데가우라시에 있는 게이요 임해 중부 석유 콤비나트(京葉臨海中部石油コンビナート)에서 화재가 발생해 8일 0시 23분 경 진압하였다. 화재로 인한 인명 피해는 없었다.

### 인프라 피해
지진 직후 도쿄도의 신주쿠구에서 약 250세대가 정전되는 피해가 있었다. 정전은 8일 자정 경 복구되었다. 간토 지방 전체에서는 총 6,000세대에서 정전이 발생했다가 복구되었다.
여러 수도관 파열 피해도 일어났다. 도쿄도 메구로구에서는 여러 곳에서 수도관이 파열되어 누수되었으며, 지요다구의 일본 의회 부근 도로에서는 맨홀에서 물이 분출하는 일이 발생하는 등 도쿄도 곳곳에서 수도 누수 피해가 발생했다. 지바현 이치하라시에서도 수도관이 흐르는 다리에서 수도관이 파열되어 물이 대규모로 분출하는 피해가 있었다.

### 교통 피해
지진으로 교통 피해도 있었다. 도쿄도 내 모든 철도 노선이 일시 정지되었으며, 도로의 경우에도 수도고속도로 대부분의 노선도 안전 점검을 위해 일시 폐쇄되었다. 시나가와역은 지진으로 정전되었다가 8일 자정 경 정전에서 복구되었다. 또한 시부야역에서는 일시적으로 철도가 폐쇄되어 갑작스럽게 사람들이 몰려 택시가 부족해지는 등 귀가곤란자가 발생하였다.
하네다 공항은 지진 직후 전 시설을 폐쇄하였다가, 8일 오전 12시 30분 경 활주로 4개의 안전검사를 마치고 정상 운행을 재개하였다.

## 반응
기시다 후미오 총리는 오후 10시 43분 경 총리관저위기대책실을 설치하였다. 이와 동시에 마쓰노 히로카즈 관방장관은 기자 회견을 열어 피해 상황을 조사중이라고 발표하였다.
일본 기상청에서는 8일 0시 50분부터 다바타 신야 지진 및 쓰나미 감시과장이 기자회견을 진행하여 "도시 지역에서 발생한 지진으로 엘리베이터 정지, 콘크리트 낙하에도 주의해야 한다. 또한 앞으로 7일간 최대진도 5강 정도의 지진에 주의하라"라고 발표하였다.

## 같이 보기
- 2021년 지진
- 간토 대지진
- 미나미칸토 직하지진
- 2005년 지바현 북서부 지진